# Либерия на летних Олимпийских играх 1996
Либерия принимала участие в Летних Олимпийских играх 1996 года в Атланте (США) в восьмой раз за свою историю, но не завоевала ни одной медали. Сборную страны представляла 1 женщина.